# Дунай-Іпой (національний парк)
Дунай-Іпой (угор. Duna-Ipoly Nemzeti Park) — національний парк на півночі  Угорщини, на північ від Будапешту, на території медьє Комаром-Естергом,  Пешт і Ноград. Площа парку — 603,14 км², він другий за величиною національний парк Угорщини після Гортобадю. Засновано парк у 1997 р.
Територія парку покриває більшу частину гір Піліш, Вишеградських гір і гір Бьоржьонь, а також частина долини  Дунаю і його притоки — річки  Іпой (угор. Ipoly). Парк розташовується по обох берегах Дунаю поблизу  словацького кордону. Острови на Дунаї між Будапештом і Естергомом також входять до національного парку.
Ландшафти парку різноманітні, включають в себе річкові долини, гірські масиви і великі низовини. Походження гірських хребтів вулканічне, вони складені  магмовими породами.
На території парку зростає 170 охоронюваних видів рослин, у тому числі 10 особливо охоронюваних. У парку прокладено кілька спеціальних навчальних стежок.

## Примітні місця

### Закрут Дунаю
Розташовується поруч з  Вишеградом. Тут Дунай проривається між горами Бьоржьонь і Вишеградським хребтом, утворюючи крутий закрут з островами і прибережними заплавними лісами.

### Печера Семпьохедьї
Як і більшість печер регіону має карстовое походження, утворена в результаті розмивання вапняку гарячими термальними джерелами. Печерне повітря використовується для лікування захворювань дихальних шляхів.

## Галерея

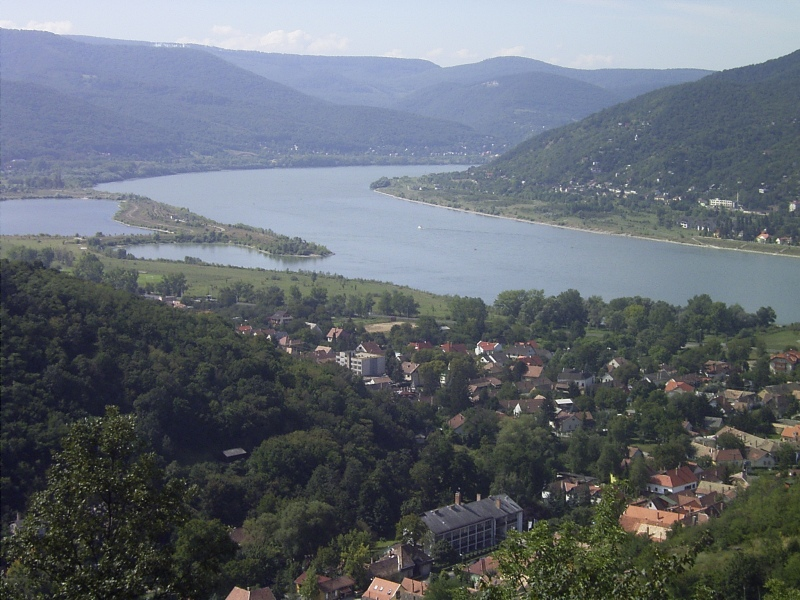
Закрут Дунаю
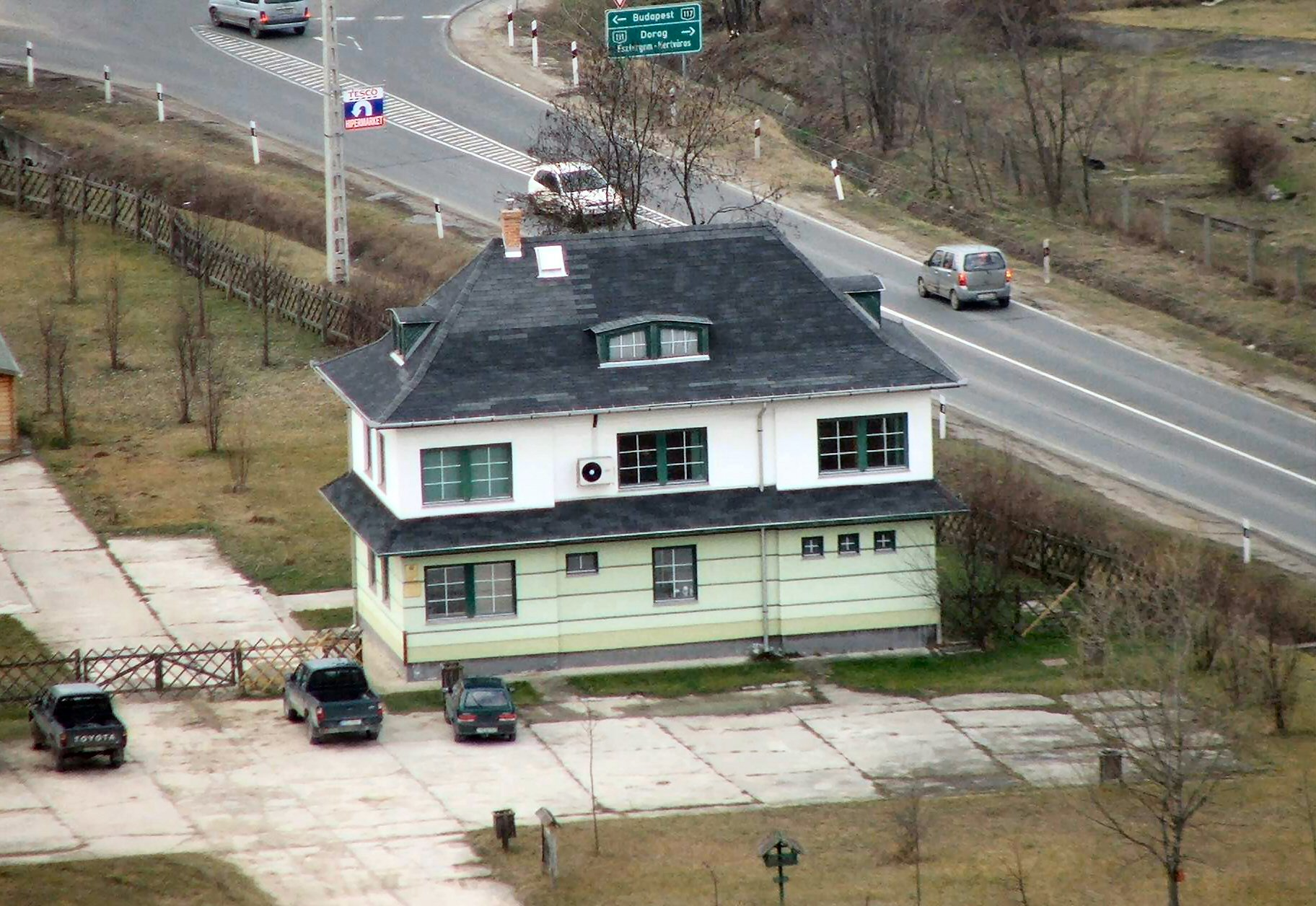
Будинок дирекції парку в Естергомі
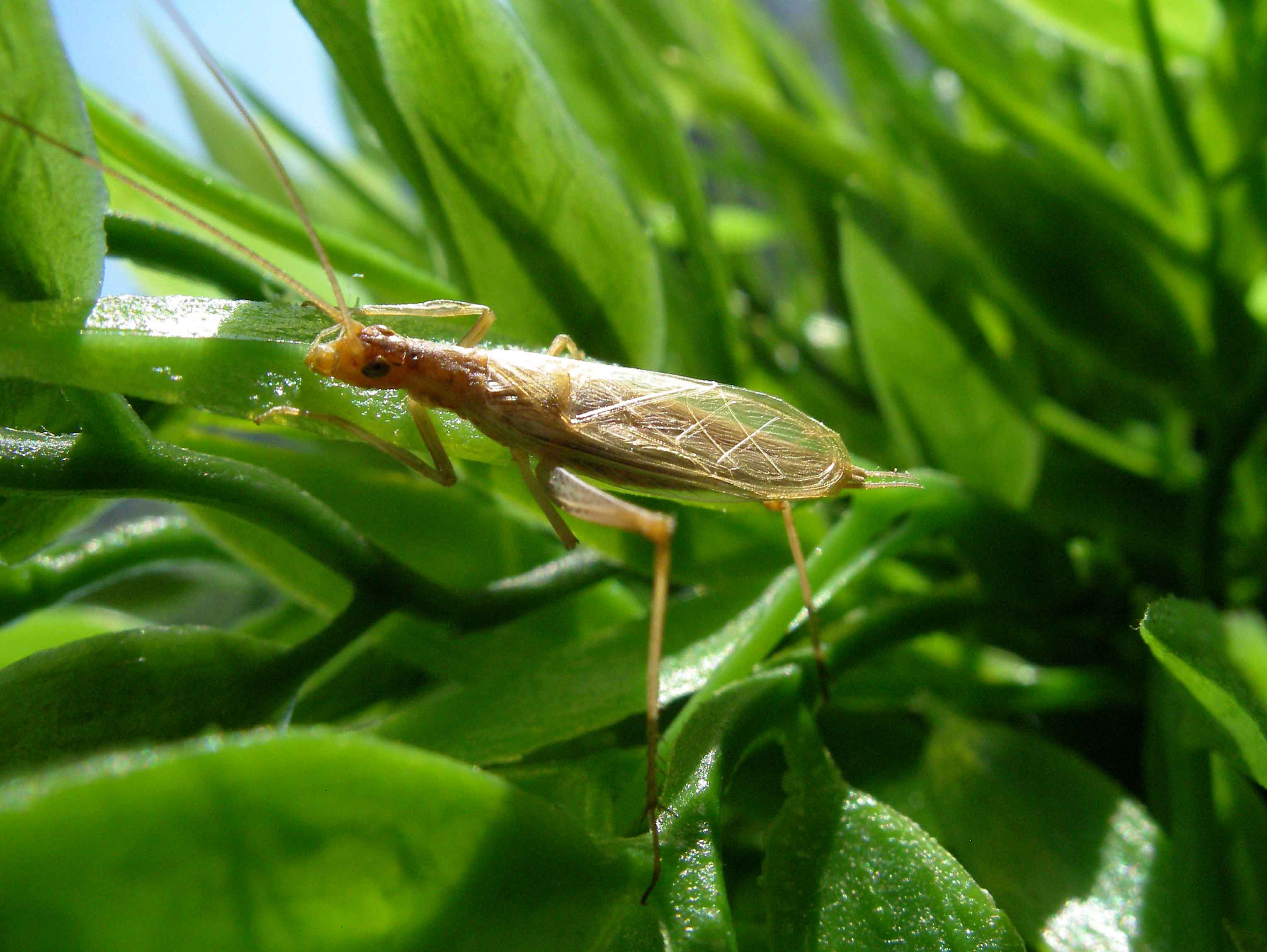
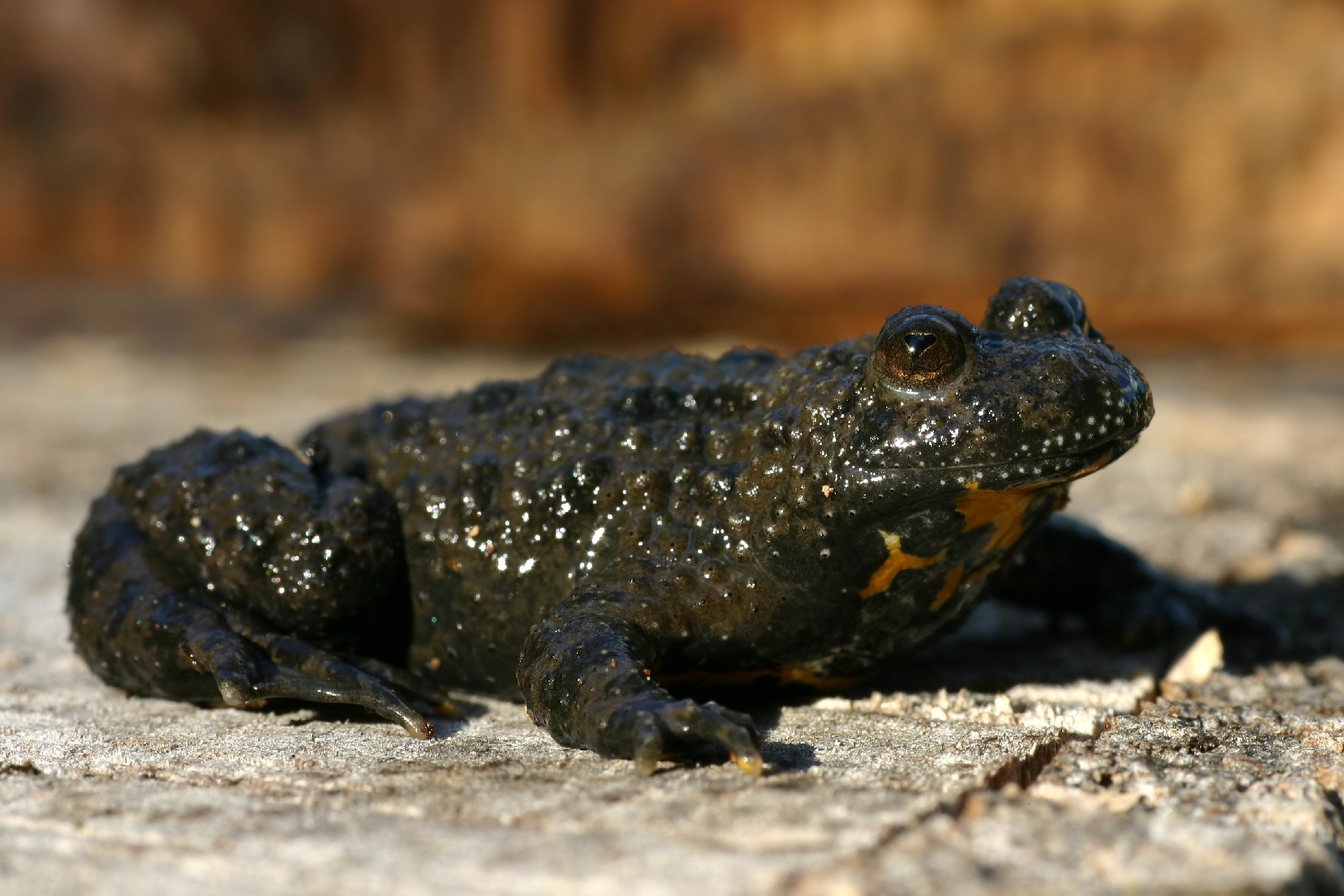
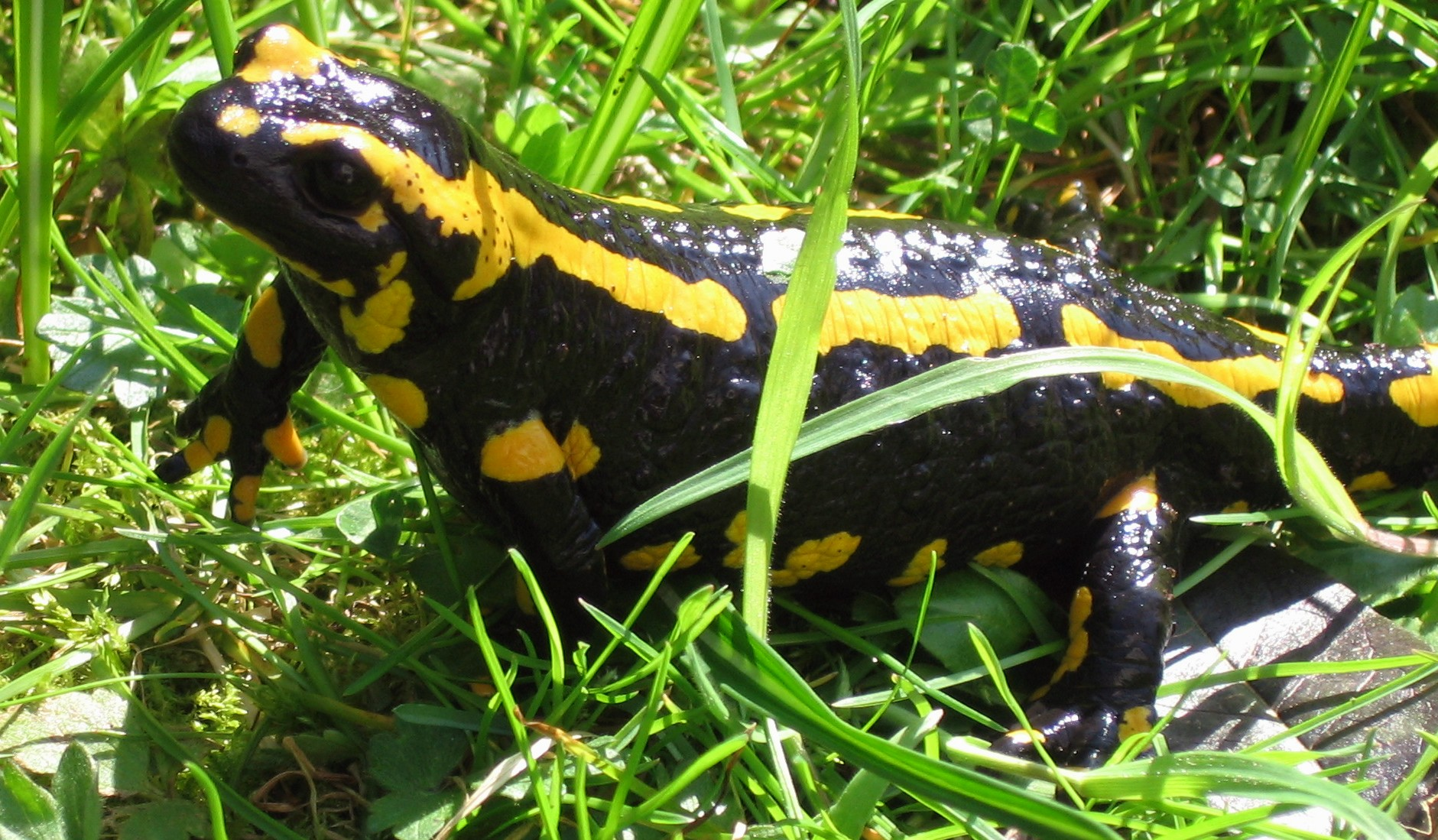
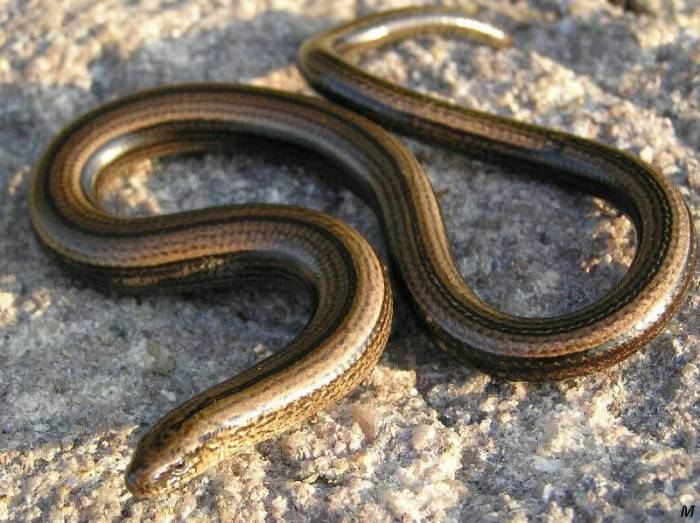
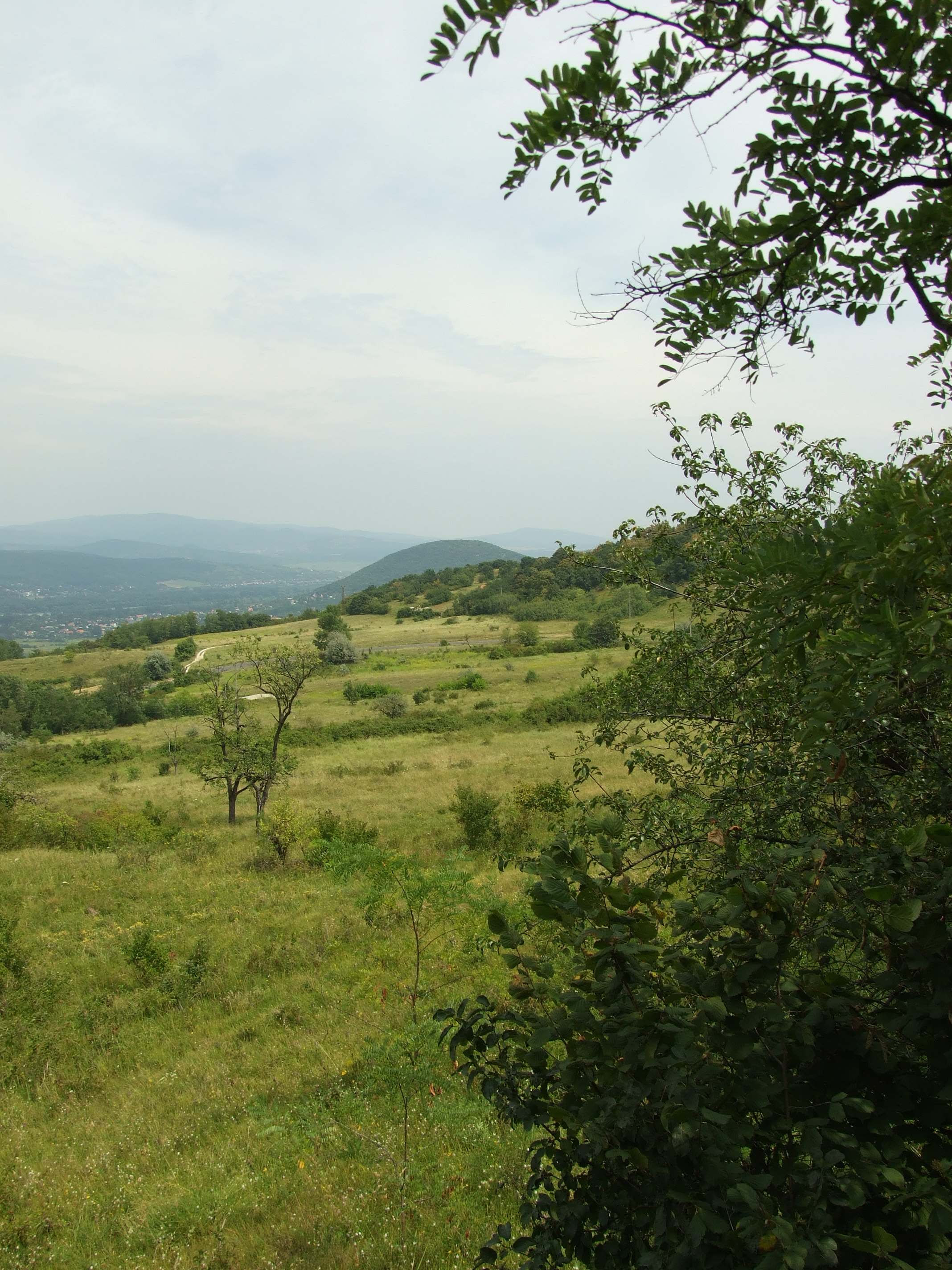
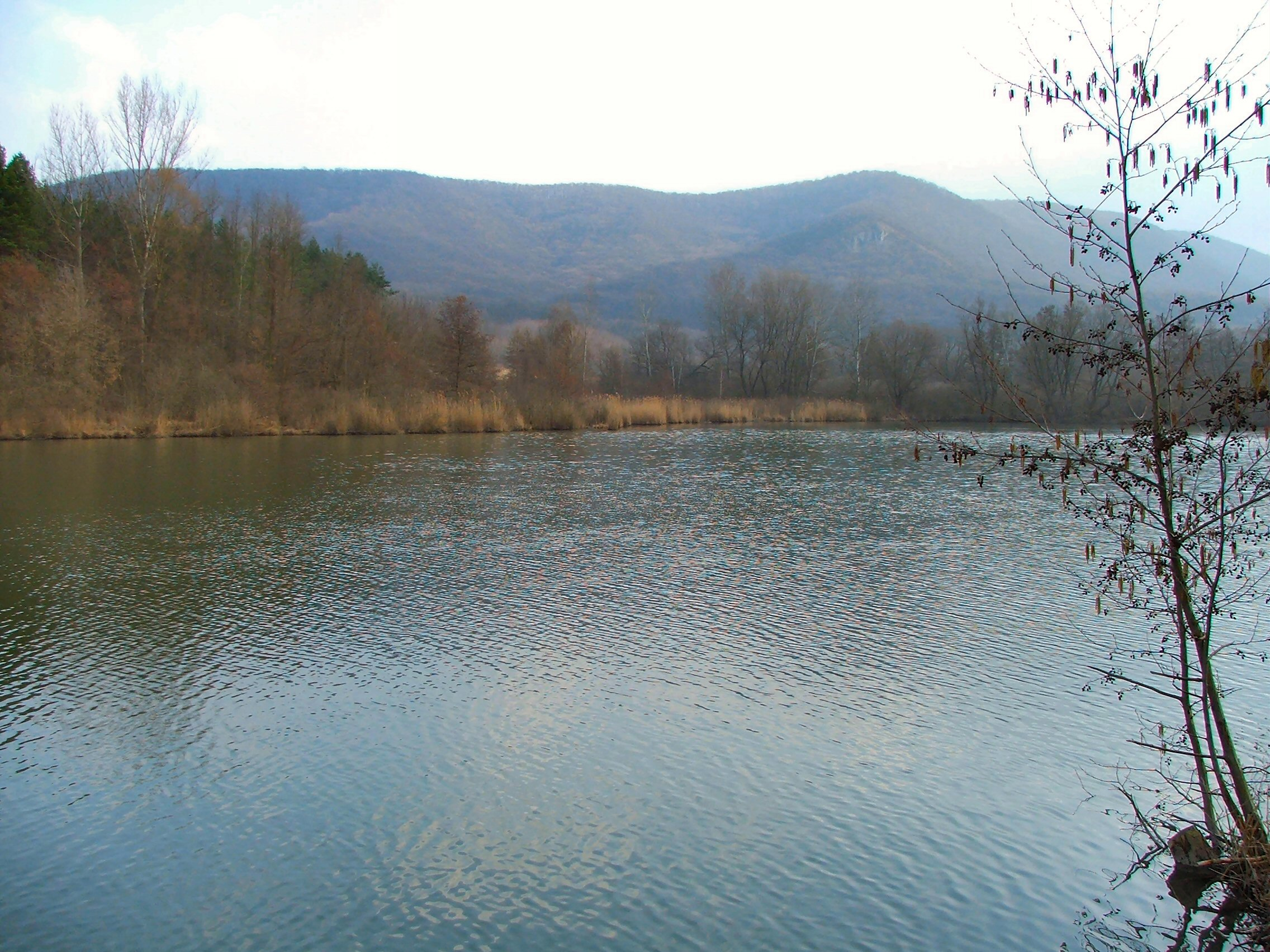
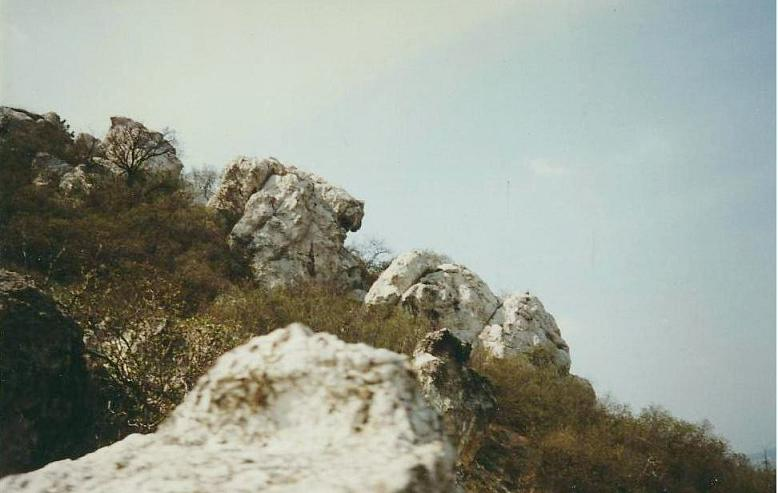
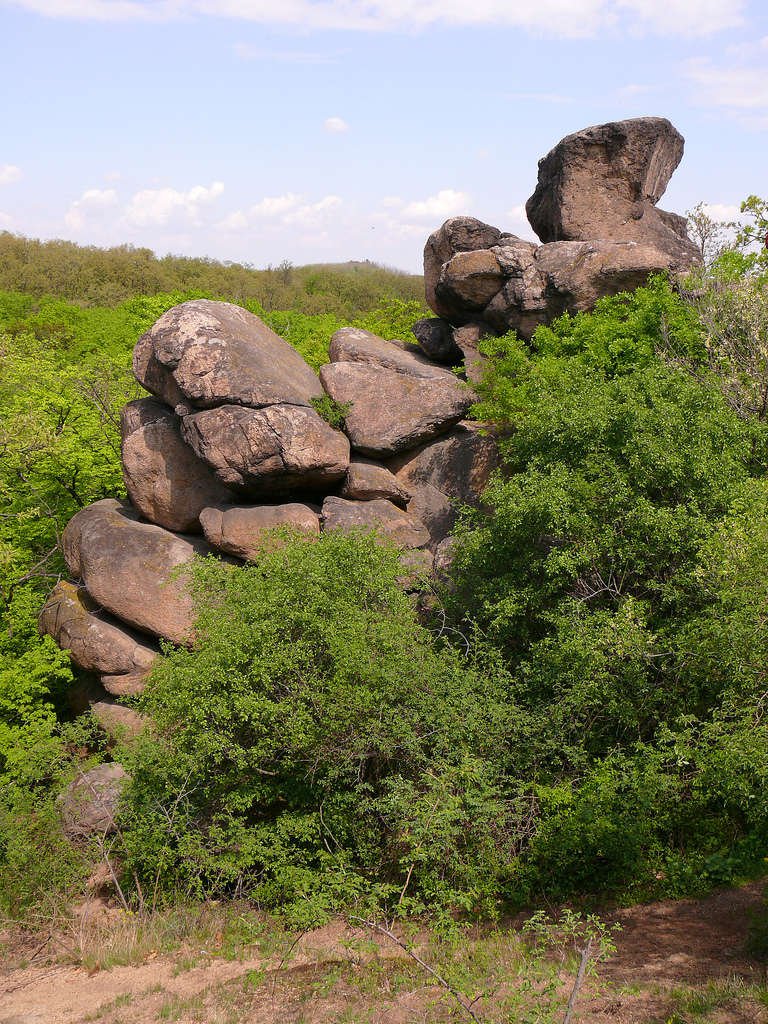
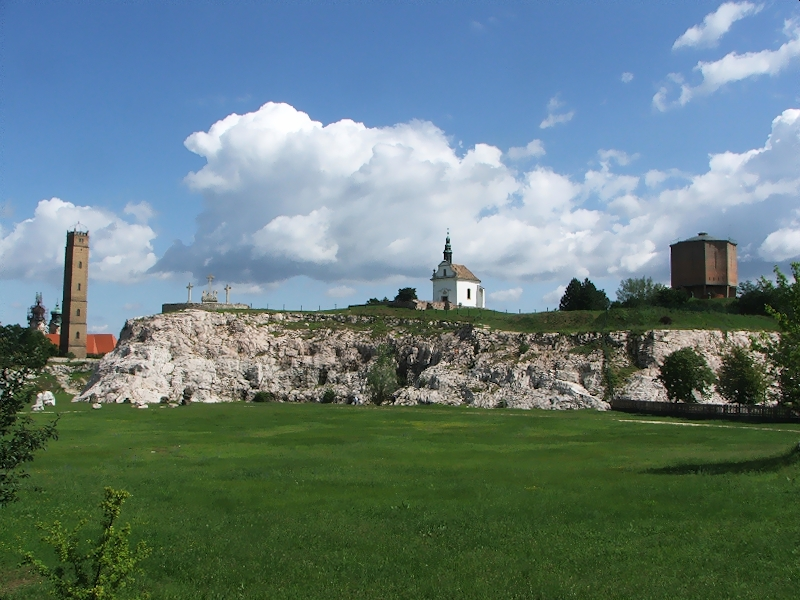
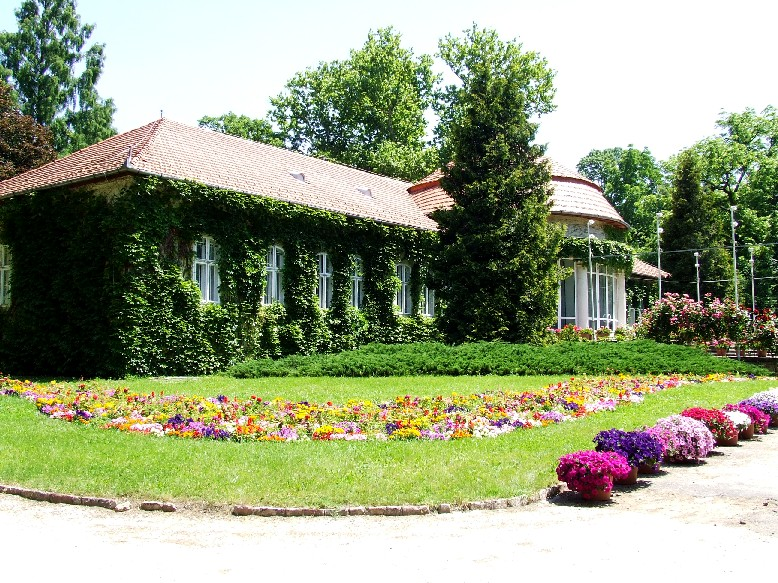